# SIG P227半自動手槍

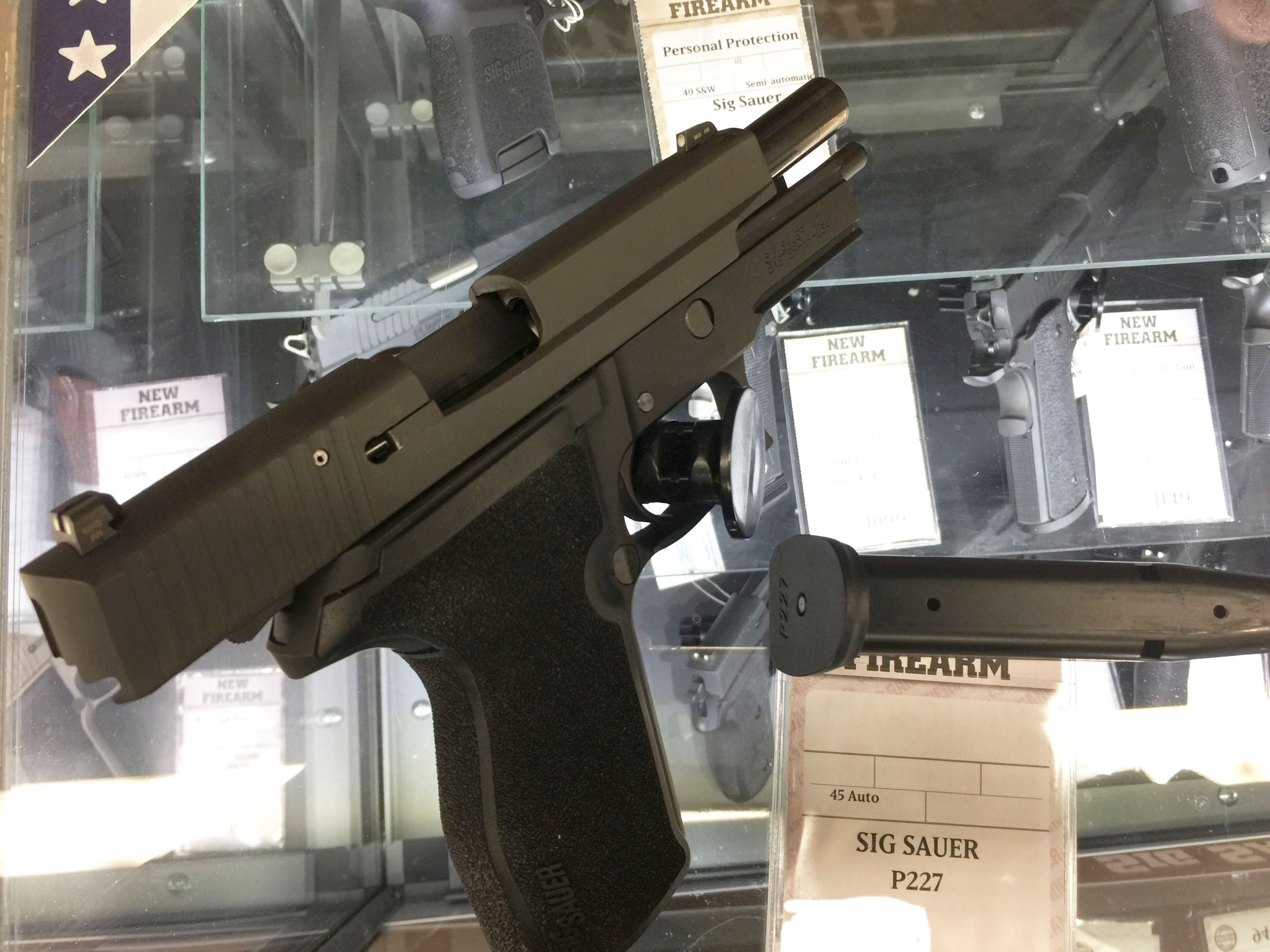
套筒開放的SIG P227半自動手槍的右側，與其彈匣。

SIG P227是一系列由SIG Sauer所設計和生產的全尺寸、緊湊型與大尺寸軍用型半自動手槍，是SIG P226的.45 ACP口徑手枪子彈版本。
該槍在2013年第35屆SHOT Show（美國著名槍展）上首次推出，以圖與市場上的大彈匣容量.45 ACP口徑手槍競爭，並且取代因彈匣容量少而導致銷售量日漸萎縮的SIG P220。
該槍與SIG P226的袖珍型版本SIG P224一同推出。

## 設計細節
雖然SIG P227與另一把半自動手槍，SIG P220（其中一個口徑）同為SIG較少數的.45 ACP口徑手枪，但是兩者並不可相混淆。因為P220與P227的主要區別是，P220的設計就像P225般，只能裝上單排彈匣；而P227的設計卻像P226般，裝上的是雙排彈匣。其槍身是由硬質陽極氧化底把加上使用Nitron塗層表面處理的銑削工藝不鏽鋼套筒所組成。

### 自動方式
P227採用槍管短行程後座作用的自動操作方式。發射時會使槍管和滑套閉鎖一起同時向後運動，並且在後座一段距離以後，槍管在開鎖機構作用下尾端下降，與滑套脫開並且停止後座，而滑套則繼續後坐，完成抽殼、拋殼等動作。當滑套後座到位以後，會在復進簧的作用以下復進，並將下一發子彈從彈匣中抽離並推入膛室。滑套復進到位以後，再次與槍管閉鎖在一起。

### 擊發機構
P227亦是一把採用雙／單動操作式擊發機構的手槍，首發以下為雙動操作，扳機扣力約45牛頓（10磅力）；以後後續的射擊變為單動操作，這時扣力則降為約20牛頓（4.4磅力）。
除了Nitron型和便携Nitron型採用傳統厚型扳機外，其他都採用了SIG P226 E2型和P229 E2型上使用的縮小輪廓型扳機，使手形比較小的射手能夠有效地扣動扳機。
P227部份型號具有快速復位扳機（英語：Short Reset Trigger，簡稱：SRT）系統，使扳機回復原位的速度加快了60％，進而使得重複射擊既快又準。扳機復位時除了能夠聽到細微的「咔噠」聲之外，手指也會有感覺。
外露式擊錘雖然尺寸有點小，但尾端設有短粗鋸齒，使得手動待擊也較容易操作。當擊錘處在擊發位置時採用雙動擊發；處在待擊位置時則為單動擊發。

### 保險機構
P227未設手動保險，但其內部獨特的擊針保險機構非常可靠。其採用了專利設計的保險機構是由扳機連杆、擊針保險卡鎖、擊針保險卡鎖解脫杆等所組成的。
雙動擊發時，扳機連杆向前運動，同時阻鐵旋轉推擊錘向後迴轉至待擊位置，當阻鐵繼續旋轉至即將解脫擊錘的瞬間，扳機連杆帶動擊針保險卡鎖解脫杆旋轉，解脫擊針保險卡鎖對擊針的鎖定，使擊針解脫限制並能夠向前移動。當擊錘被解脫時便向前迴轉打擊擊針，以實現擊發；單動擊發時，扳機連杆在阻鐵解脫擊錘之前，亦需要帶動擊針保險卡鎖解脫杆旋轉，使擊針保險卡鎖解脫擊針。
除非扳機連杆運動到足以使擊針保險卡鎖解脫擊針的程度，否則擊針就始終被保險卡鎖鎖住。不管擊錘處於前方或後方位置都可以安全攜帶；即便手槍不慎落地因沒有扣動扳機而也不會走火。即使擊錘處於前方位置而且使用者遇到突發情況時也不必向後扳動擊錘，只要已經上膛即隨時可以拔出手槍並以雙動方式發射首發彈，不會因為需要先打開保險而延誤戰機。

### 套筒
與P226一樣，P227的滑套也是採用整塊不鏽鋼棒機加工而成，表面經過硝酸鹽處理，既可使滑套具有良好的耐腐蚀性，亦消除了滑套表面任何加工痕跡和反光可能。
滑套後部兩側設有十條鋸齒狀突起的防滑紋，向後拉動滑套時不會打滑。滑套上設置合宜的拋殼口既能保證拋殼口前側面與槍管膛室部分的閉鎖面形成閉鎖，又使其開口較大。
結實可靠的抽殼鈎藉由一根卷簧提供動力。有結實的抽殼鈎再加上較大的拋殼口，這樣就能確保可靠順利地把彈殼拋出。

### 機械瞄具
P227使用的SIGLITE夜間瞄準具為三點對比式瞄準具，是在准星和照门后方均安装氚光管，以便在低光照环境中快速捕捉目标。

### 套筒座
儘管目前比較流行聚合物材料滑套座，但P227的滑套座與P226一樣採用堅固耐用的輕型合金材料製成，並且表面經過精細加工和消除反光的硬質陽極氧化處理。
大部份手槍型號都在滑套座前端下方整合了一段MIL-STD-1913戰術導軌（又稱：皮卡汀尼導軌），用以配裝戰術燈、雷射瞄準器和其他戰術配件，只有P227 SAS Gen 2型手槍取消了該導軌。

### 握把
P227還採用了全新、最先在SIG P226 E2型和P229 E2型上使用的增強人體工學型（英語：Enhanced Ergonomics，縮寫“E2”；E2的英文發音為“E-squared”，意為：E-平方）環繞式握把，而非P220的兩片式握把。
P227的握把比P226和P220稍大，但其握把的形狀使其看起來比實際尺寸要小。而且握把整體比例均衡，握把護板表面制有防滑紋，握把後墊板設計合理以方便握持。
儘管該槍握把後墊板為不可更換的，但其握持舒適性非常好。握把前部僅在扳機護環以下的窪凹處沒有防滑紋，其餘處都有防滑紋。握把即使在潮濕或下雨天以及在快速射擊的情況以下，都能夠牢靠握持。握把的另一個特點是其底部向外傾斜的彈匣插口，以確保流暢無障礙地插入彈匣。

### 彈匣
P227的彈匣為雙排彈匣，標準總容彈量為10發彈匣加上膛室以內的1發，這已經比P220的7、8發彈匣（同樣加上膛室以內1發的標準總容彈量）多3、2發。雖然P220可使用10發的延長彈匣追平，但這樣會令其全高增加；而SIG P227亦已證實可以提供14發延長彈匣。

### 操作部件
P227與P226一樣，都將操作部件設在槍身左側，位於滑套以下。槍身分解杆位於滑套座中部、扳機正上方。其後方依次是擊錘待擊解脫杆、無彈後定解脫杆，以及位於握把中部、扳機後方的彈匣卡筍。使用者僅使用右手拇指，即可操作擊錘待擊解脫杆、空槍掛機解脫杆和彈匣卡筍。但同樣地，因為這些操作部件均設在槍身左側，對於左撇子使用者來說有點不便，左撇子使用者只能用扣扳機手指對這些部件進行控制操作。

## 衍生型
- P227 Nitron型：屬於標準尺寸型手槍，全槍長195.58毫米（7.7英吋），槍管長111.76毫米（4.4英吋），採用全Nitron塗層表面處理的黑色槍身，設有導軌。[4]
- P227春分型：屬於標準尺寸型手槍，具有雙色調設計。其設計通過刷子將套筒表面拋光處理和槍口內部的控件鍍镍實現。
- P227沙色型：屬於標準尺寸型手槍，具有沙色設計和黑色控件與握把。
- P227便携型：屬於緊湊型手槍，全槍長180.34毫米（7.1英吋），槍管長99.06毫米（3.9英吋），設有導軌，並配備了兩個10發標準容量彈匣，容易隱蔽攜帶（英语：Concealed carry）。
- P227便携Nitron型：屬於緊湊型手槍，P227 Carry型的Nitron塗層表面處理版本，同樣配備了兩個10發標準容量彈匣。[2]
- P227 SAS型第2代：屬於緊湊型手槍，尺寸與P227 Carry型相同，全槍長180.34毫米（7.1英吋），槍管長99.06毫米（3.9英吋），具有快速復位扳機（英語：Short Reset Trigger，簡稱：SRT）系統，其外觀具有將邊角進行了圓滑處理的套筒與底把，並配備了兩個10發標準容量彈匣，但取消了導軌，適合個人防衛用途。[3]
- P227極限精英型：屬於大型尺寸型手槍，全槍長205.74毫米（8.1英吋），槍管長111.76毫米（4.4英吋），並配備了進一步提升人體工學的延長河狸尾狀握把、套筒前方防滑紋、快速復位扳機和SIGLITE夜間照門。
- P227 TACOPS型（英語：P227 Tactical Operations，意為：戰術行動）：屬於大型尺寸型手槍，全槍長205.74毫米（8.1英吋），槍管長111.76毫米（4.4英吋），並配備了定制式握把、延長彈匣和四個14發大容量（英语：High-capacity magazine）彈匣。[1]
- P227戰術型：屬於大型尺寸戰術型手槍，111.76毫米（4.4英吋）槍管上具有槍口外露螺紋以裝上消聲器，而且具有快速復位扳機，並帶有10發和14發彈彈匣各一個。

## 使用國
- 美国
  - 印第安納州州警察局
  - 宾夕法尼亚州州警察局

## 資料來源
1. 1 2 3 4 5 6 7 8  P227 TACOPS
2. 1 2 3 4 5 6 7 8  P227 Carry Nitron
3. 1 2 3 4 5 6 7 8  P227 SAS Gen 2
4. 1 2 3 4 5 6 7 8  P227 Nitron
5. 1 2 3 4 5 6 7  P227 Enhanced Elite

## 外部連結
- （英文）—Official page
- （英文）—Modern firearms—SIG-Sauer P227 pistol（页面存档备份，存于）
- （英文）—The Firearm Blog.com—
  - SIG P227: Double Stacked Coming（页面存档备份，存于）
  - ISP Adopts SIG P227（页面存档备份，存于）
  - Sig Sauer P227 Nitron（页面存档备份，存于）
  - PA State Troopers Select Sig P227（页面存档备份，存于）
  - Sig Sauer P227 TACOPs & 14 Round Magazines Announced on Facebook（页面存档备份，存于）
  - Customer Experience at Gander Mountain（页面存档备份，存于）
  - New Sig Sauer P227 Equinox（页面存档备份，存于）
- （英文）—The Truth About Guns.com—
  - New from SIG SAUER: P227 Double Stacked 45ACP（页面存档备份，存于）
  - SIG SAUER Launches Commemorative NRA Branded P227（页面存档备份，存于）
- （英文）—Gunblast.com—Sig Sauer P227 45 ACP Semi-Automatic Pistol（页面存档备份，存于）
- （英文）—Guns America New Gun Review.com—
  - Top 5 .45s for Home Defense（页面存档备份，存于）
  - Sig Sauer P227 .45ACP – SHOT Show 2013（页面存档备份，存于）
  - Sig Sauer P227 Nitron（页面存档备份，存于）
- （英文）—Guns & Ammo.com—Introducing the SIG Sauer P227 Series（页面存档备份，存于）
- （英文）—Handguns Magazine.com—SIG Sauer P227 Review
- （英文）—POLICE Magazine.com—
  - SIG Sauer P227 Pistol（页面存档备份，存于）
  - SIG Sauer P227R Training Bluegun Available from Ring's Manufacturing（页面存档备份，存于）
- （英文）—Tactical Life.com—
  - Sources say Sig Sauer to introduce P227 double-stack .45 ACP at SHOT Show 2013（页面存档备份，存于）
  - Sig Sauer P227 .45 ACP Combat Pistol（页面存档备份，存于）
  - Sig Sauer P227 Named Duty Weapon for Indiana State Police（页面存档备份，存于）
  - Preview: Sig Sauer P227 .45 ACP（页面存档备份，存于）
  - Sig Sauer P227 .45 ACP Pistol | Gun Review（页面存档备份，存于）
  - Stopping Power: Finding the Right Caliber for Different Law Enforcement Agencies（页面存档备份，存于）
  - Pennsylvania State Police Choose Sig’s P227 as Service Firearm（页面存档备份，存于）
  - Combat Handgun’s 25 ‘Can’t Miss’ List For 2014（页面存档备份，存于）
  - Train Safely with Ring’s Manufacturing Sig Sauer P227R Bluegun（页面存档备份，存于）
  - Top 15 Handguns From GUNS & WEAPONS FOR LAW ENFORCEMENT in 2014（页面存档备份，存于）
- （英文）—Personal Defense World.com—
  - SNEAK PEEK: Sig Sauer P227 .45 ACP（页面存档备份，存于）
  - Sig Sauer P227 Nitron（页面存档备份，存于）
  - P227 TacOps: Sig’s Latest Big Bore on the P227 Block（页面存档备份，存于）
  - 27 Full-Sized Pistols From COMBAT HANDGUNS In 2015（页面存档备份，存于）
- （英文）—American Rifleman.com—
  - SIG Sauer P227（页面存档备份，存于）
  - SIG SAUER's P227（页面存档备份，存于）
  - A Perfect 10? Sig Sauer's P227（页面存档备份，存于）
  - Former Navy Seal Reads American Rifleman During Recovery（页面存档备份，存于）
  - PA State Police Select SIG Sauer P227 as Next Service Firearm（页面存档备份，存于）
- （简体中文）—D Boy Gun World（槍炮世界）—SIG Sauer P227（页面存档备份，存于）